# Saint-Riquier-en-Rivière
Saint-Riquier-en-Rivière là một xã thuộc tỉnh Seine-Maritime trong vùng Normandie miền bắc nước Pháp.

### Huy hiệu
| Arms of Saint-Riquier-en-Rivière | The arms of Saint-Riquier-en-Rivière are blazoned: Or, a bend azure between a tree eradicated vert and a mallet gules, a rose between 2 escallops all palewise argent. |

## Dân số
| 1962                                            | 1968 | 1975 | 1982 | 1990 | 1999 | 2006 |
| ----------------------------------------------- | ---- | ---- | ---- | ---- | ---- | ---- |
| 189                                             | 189  | 179  | 168  | 140  | 135  | 156  |
| Starting in 1962: Population without duplicates |      |      |      |      |      |      |